# Biłozerka (obwód sumski)
Biłozerka (ukr. Білозерка) – osiedle na Ukrainie, w obwodzie sumskim, w rejonie konotopskim, w hromadzie Dubowjaziwka. W 2001 liczyło 179 mieszkańców.